# Fata bătrână (film din 1972)
Fata bătrână (la data apariției grafiat Fata bătrînă, titlul original: în franceză La vieille fille) este un film de comedie coproducție franco-italiană, realizat în 1972 de regizorul Jean-Pierre Blanc, protagoniști fiind actorii Annie Girardot, Philippe Noiret, Marthe Keller și Édith Scob.

## Rezumat
Muriel este o femeie trecută de prima tinerețe, timidă, care blufează și răbufnește câteodată pentru a-și ascunde timiditatea și pentru a-și proteja singurătatea, deși tânjește cu tristețe după un partener. A fost singură atât de mult încât acum este o fată bătrână care nu a fost niciodată curtată. Muriel descoperă o privire drăgăstoasă când îl vede pe Gabriel intrând în hotelul de pe malul mării în care se află în vacanță. Mașina lui s-a stricat și el trebuie să stea acolo câteva zile până va fi reparată. Masa ei este singura cu un loc liber, iar Gabriel nu se poate abține să nu fie fermecător cu femeile. La început Muriel este crispată în prezența lui, dar în curând trece la o stare de relaxată de prietenie.

## Distribuție
- Annie Girardot – Muriel Bouchon
- Philippe Noiret – Gabriel Marcassus
- Marthe Keller – Vicka Montero, camerista
- Édith Scob – Édith, soția lui Monod
- Catherine Samie – Clotilde, cameristă și chelneriță
- Maria Schneider – Mome
- Lorenza Guerrieri – Punaisa
- Albert Simono – Daniel, recepționerul
- Claudine Assera – sevitoarea
- Jean-Pierre Darras – Sacha, proprietarul de hotel
- Michael Lonsdale – Monod, profesorul de teologie

## Aprecieri
„ Studiu delicat al psihologiilor și rol de ambiție pentru Girardot. ”—T. Caranfil , Dicționar universal de filme 

## Premii și nominalizări
- 1972 Berlinală
  - Premiul Ursul de Argint pentru cel mai bun regizor lui Jean-Pierre Blanc